# Moret-sur-Loing
Moret-sur-Loing település Franciaországban, Seine-et-Marne megyében. Lakosainak száma 4188 fő (2018. január 1.). Moret-sur-Loing Saint-Mammès, Écuelles, Épisy, Montigny-sur-Loing, Fontainebleau és Veneux-les-Sablons községekkel határos.

## Népesség
A település népességének változása:
| Lakosok száma | 4355 | 12 794 | 4326 | 4188 |
|               | 2015 | 2016   | 2017 | 2018 |